# Magnetisches Dipolmoment
Das magnetische Dipolmoment (oder magnetische Moment) {\displaystyle {\vec {m}}} ist in der Physik ein Vektor, dessen Maß die Stärke eines magnetischen Dipols und dessen Richtung die Orientierung des Dipols angibt. Die Definition ist analog der des elektrischen Dipolmoments.
Auf einen magnetischen Dipol wirkt in einem externen Magnetfeld der Flussdichte {\displaystyle {\vec {B}}} ein Drehmoment
{\displaystyle {\vec {\tau }}={\vec {m}}\times {\vec {B}}}
vom Betrag
{\displaystyle |{\vec {\tau }}|=|{\vec {m}}|\,|{\vec {B}}|\sin \theta \,,}
im Sinn einer Drehung, die den Winkel {\displaystyle \theta } zwischen dem Dipol und dem Feld verringert ({\displaystyle \times }: Kreuzprodukt). Seine potentielle Energie ist daher abhängig vom Einstellwinkel {\displaystyle \theta } zwischen Feldrichtung und magnetischem Moment:
{\displaystyle E_{\text{pot}}=\int \tau \,\mathrm {d} \theta =-|{\vec {m}}|\,|{\vec {B}}|\cos \theta =-{\vec {m}}\cdot {\vec {B}}.}
Wichtige Beispiele sind die Kompassnadel, der Stabmagnet und der Rotor im Elektromotor.

## Maßeinheiten
Die Maßeinheit des magnetischen Moments im Internationalen Einheitensystem (SI) ist
{\displaystyle 1\,{\frac {\mathrm {Nm} }{\mathrm {T} }}=1\,{\frac {\mathrm {J} }{\mathrm {T} }}=1\;\mathrm {A} \cdot \mathrm {m} ^{2}\,}.
Manchmal wird das Produkt aus {\displaystyle {\vec {m}}} und der magnetischen Feldkonstante {\displaystyle \mu _{0}} verwendet; dieses hat die SI-Einheit N·m2/A = T·m3.
Im Gaußschen cgs-System ist die Einheit Erg/Gauß (erg/G), früher als e.m.u. (electromagnetic unit) bezeichnet.

## Zustandekommen
Ein magnetisches Moment kann zwei Ursachen haben:
- bewegte elektrische Ladungen (elektrischer Strom)
- Eigendrehimpuls (Spin) elektrisch geladener Elementarteilchen

### Bewegte Ladungen

#### Elektrischer Strom
Eine räumliche Stromdichteverteilung {\displaystyle {\vec {\jmath }}\,({\vec {r}})} hat ein magnetisches Moment
{\displaystyle {\vec {m}}={\frac {1}{2}}\int \mathrm {d} ^{3}r\left[{\vec {r}}\times {\vec {\jmath }}\,({\vec {r}})\right]\,.}

#### Ebene Leiterschleife

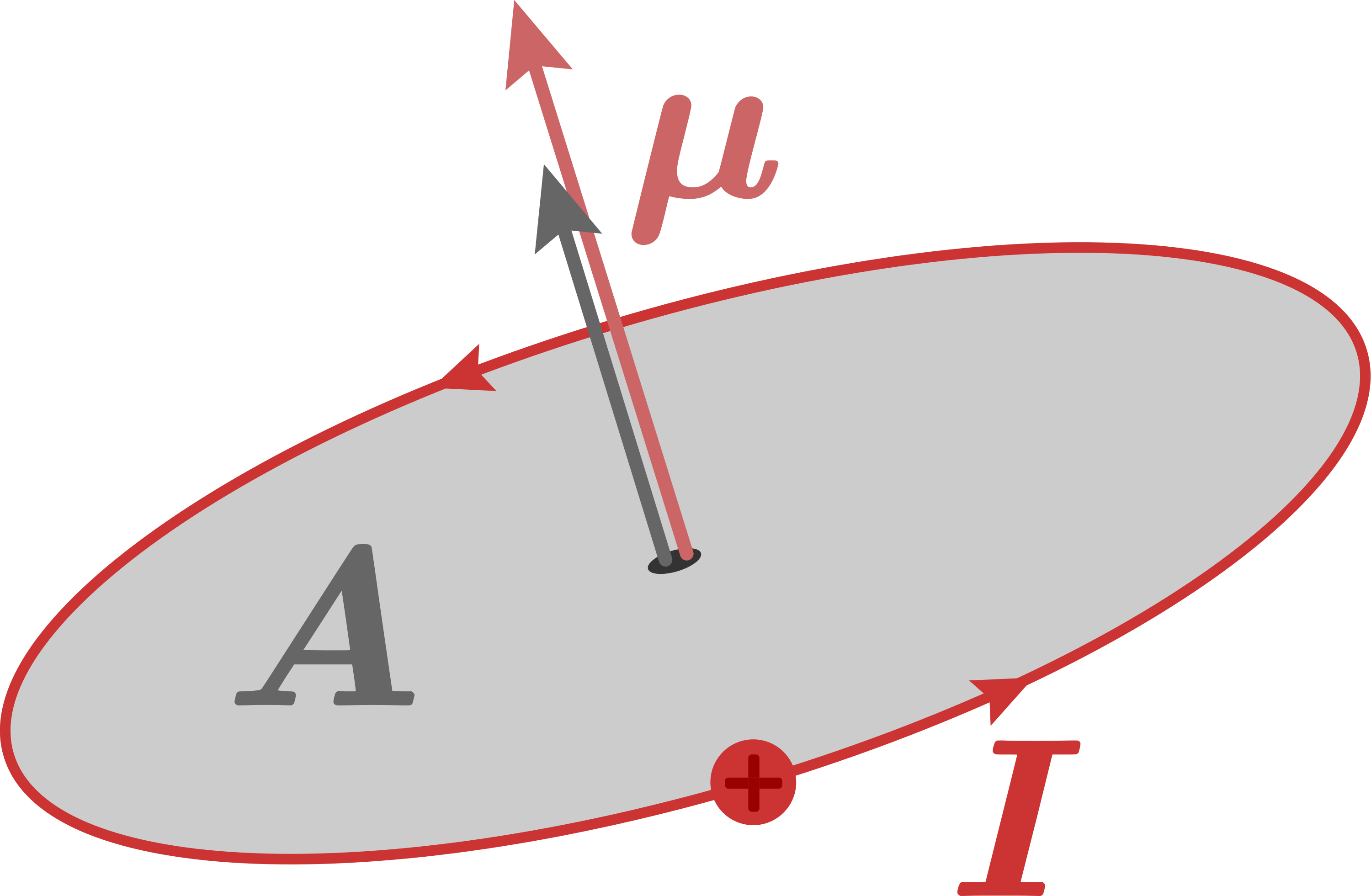
Magnetisches Dipolmoment einer stromumflossenen Fläche

Für eine geschlossene Leiterschleife ist das Volumenintegral der Stromdichte gleich dem  Wegintegral der Stromstärke entlang der Leiterschleife:
{\displaystyle \int {\vec {\jmath }}\,({\vec {r}})\;\mathrm {d} ^{3}r=\int I\;\mathrm {d} {\vec {r}}.}
Damit folgt für das magnetische Dipolmoment einer stromumflossenen ebenen Fläche {\displaystyle {\vec {A}}}:
{\displaystyle {\vec {m}}={\frac {I}{2}}\int ({\vec {r}}\times \mathrm {d} {\vec {r}})=I\cdot {\vec {A}}=I\cdot A\cdot {\vec {n}}_{A}\,.}
Der Normalenvektor auf der Fläche {\displaystyle {\vec {n}}_{A}} ist dabei so orientiert, dass er bei gegen den Uhrzeigersinn fließendem Strom nach oben zeigt. Vereinfacht geschrieben gilt:
{\displaystyle |{\vec {m}}|=I\cdot A\,.}

#### Stromdurchflossene lange Spule
Im Falle einer stromdurchflossenen Spule mit {\displaystyle n} Windungen wird das magnetische Moment um diesen Faktor verstärkt:
{\displaystyle {\vec {m}}=n\cdot I\cdot {\vec {A}}.}
Das magnetische Moment stromdurchflossener Ringleiter und Spulen ist die Grundlage für Elektromotoren.

#### Geladenes Teilchen auf einer Kreisbahn

##### Klassisch
Wenn ein Teilchen mit der Masse {\displaystyle M} und der Ladung {\displaystyle Q} sich auf einer Kreisbahn mit Radius {\displaystyle r} und Umlaufperiode {\displaystyle T} bewegt, entspricht dies einem Kreisstrom {\displaystyle I=Q/T} um eine Fläche {\displaystyle A=\pi r^{2}}. Das resultierende magnetische Moment
{\displaystyle |{\vec {m}}|=I\cdot A={\frac {Q}{T}}\cdot \pi r^{2}\,.}
ist mit dem Bahndrehimpuls
{\displaystyle L={\frac {2\pi }{T}}Mr^{2}}
verknüpft über:
{\displaystyle {\vec {m}}=\gamma \cdot {\vec {L}}\quad } mit {\displaystyle \quad \gamma ={\frac {Q}{2M}}\,.}
Den konstanten Faktor {\displaystyle \gamma ={\tfrac {Q}{2M}}} bezeichnet man als gyromagnetisches Verhältnis.

##### Quantenmechanisch
Die obige klassische Formel gilt auch in der Quantenmechanik mit der Maßgabe, dass der Drehimpuls der Quantisierung unterliegt. Der Betrag des Drehimpulses aufgrund der räumlichen Bewegung (Bahndrehimpuls) kann nur einen der Werte {\textstyle {\sqrt {\ell (\ell +1)}}\hbar } mit der reduzierten Planck-Konstante {\displaystyle \hbar } und der ganzzahligen Quantenzahl {\displaystyle \,\ell =0,1,2,\ldots } annehmen. Zu jedem Energiezustand eines Moleküls, Atoms, Atomkerns oder Hadrons gehört eine wohlbestimmte Bahndrehimpulsquantenzahl. Zudem ist die Komponente des Drehimpulses längs einer beliebig festgelegten Achse, z. B. längs der Richtung des Magnetfelds, immer gleich {\displaystyle m\hbar } mit der ganzzahligen magnetischen Quantenzahl {\displaystyle m=-\ell ,\ldots ,0,\ldots ,\ell } (Richtungsquantelung).
Entsprechend nimmt das magnetische Bahnmoment bei angelegtem Magnetfeld längs der Feldrichtung ({\displaystyle z}) nur diskrete Werte an:
{\displaystyle |{\vec {\mu }}_{z}|=m\cdot \mu _{\mathrm {B} }\quad } mit der Konstante {\displaystyle \quad \mu _{\mathrm {B} }={\frac {e\hbar }{2m_{\mathrm {e} }}}}  (Bohrsches Magneton).

### Intrinsisches magnetisches Moment von Teilchen

#### Elementarteilchen mit Spin
Elektronen und andere Teilchen haben eine unveränderliche Eigenschaft namens Spin {\displaystyle {\vec {s}}}, die einem klassisch-mechanischen Eigendrehimpuls entspricht und halb- oder ganzzahlige Werte {\displaystyle s\cdot \hbar } annehmen kann. Die Spinquantenzahl des Elektrons beträgt {\displaystyle s={\tfrac {1}{2}}}. Das zugehörige magnetische Moment
{\displaystyle {\vec {\mu }}=\gamma {\vec {s}}.}
hat aber nicht den Wert {\displaystyle {\tfrac {1}{2}}\mu _{\mathrm {B} }}, wie man erwarten sollte, sondern den doppelten Wert {\displaystyle \mu _{\mathrm {B} }}. Diese Diskrepanz ist nur quantentheoretisch erklärbar. Generell bezeichnet man die Abweichung zwischen realem und klassisch erwartetem magnetischen Moment als Landé-Faktor g. Für das Elektron und alle fundamentalen Spin-½-Teilchen ist {\displaystyle g=2}.
Beim Proton weicht der Landé-Faktor deutlich von 2 ab, und für das ungeladene Neutron ist er nicht Null. Beides liegt daran, dass diese Teilchen nicht elementar sind; ihre magnetische Momente rühren von den Quarks her, aus denen sie zusammengesetzt sind.
Elektronen verursachen den makroskopisch bemerkbaren Ferromagnetismus, indem sie bei Elementen der Eisengruppe und der Seltenen Erden ihre Spins bzw. magnetischen Momente parallel stellen. Ferromagnetische Materialien werden als Dauermagneten oder als Eisenkerne in Elektromagneten und Transformatoren verwendet. Das höchste magnetische Moment unter den Elementen besitzt Holmium zusammen mit Dysprosium.

#### Kombination aus Bahndrehimpuls und Spin
Weisen die Teilchen zusätzlich zum Spin einen Bahndrehimpuls auf (z. B. Elektronen, die an einen Atomkern gebunden sind), so ist das magnetische Moment die Summe aus {\displaystyle {\vec {\mu }}_{s}}, dem oben betrachteten magnetischen Moment des Spins, und  {\displaystyle {\vec {\mu }}_{\ell }}, demjenigen des Bahndrehimpulses:
{\displaystyle {\vec {\mu }}={\vec {\mu }}_{s}+{\vec {\mu }}_{\ell }}.
Das gesamte magnetische Moment ist hier nicht parallel zum Gesamtdrehimpuls, weil sich der Spinanteil beim magnetischen Moment anders (im Fall Elektrons: doppelt so stark) auswirkt als beim Bahndrehimpuls.
Zusammengesetzte Teilchen (Hadronen, Atomkerne) mit Gesamtspin 0 können aus quantenmechanischen Gründen kein magnetisches Moment haben.

## Magnetisches Feld eines magnetischen Dipols
Ein magnetischer Dipol {\displaystyle {\vec {m}}} am Koordinatenursprung führt am Ort {\displaystyle {\vec {r}}} zu einer magnetischen Flussdichte
{\displaystyle {\vec {B}}({\vec {r}})\,=\,{\frac {\mu _{0}}{4\pi }}\,{\frac {3{\vec {r}}({\vec {m}}\cdot {\vec {r}})-{\vec {m}}r^{2}}{r^{5}}}}.
Darin ist {\displaystyle \mu _{0}} die magnetische Feldkonstante. Außer am Ursprung, wo das Feld divergiert, verschwindet überall sowohl die Rotation als auch die Divergenz dieses Feldes.
Das zugehörige Vektorpotential ergibt sich zu
{\displaystyle {\vec {A}}({\vec {r}})\,=\,{\frac {\mu _{0}}{4\pi }}\,{\frac {{\vec {m}}\times {\vec {r}}}{r^{3}}}},
wobei {\displaystyle {\vec {B}}=\nabla \times {\vec {A}}} ist. Mit der magnetischen Feldstärke {\displaystyle {\vec {H}}=-\nabla \psi } beträgt das magnetische Skalarpotential
{\displaystyle \psi ({\vec {r}})\,=\,{\frac {1}{4\pi }}\,{\frac {{\vec {m}}\cdot {\vec {r}}}{r^{3}}}}.

## Kraft- und Momentwirkung zwischen magnetischen Dipolen

### Kraftwirkung zwischen zwei Dipolen
Die Kraft, die von Dipol 1 auf Dipol 2 ausgeübt wird, ist der Gradient der potentiellen Energie:
{\displaystyle {\vec {F}}=\nabla \left({\vec {m}}_{2}\cdot {\vec {B}}_{1}\right)},
worin {\displaystyle {\vec {B}}_{1}} das von Dipol 1 erzeugte Feld am Ort von Dipol 2 ist.
Es ergibt sich
{\displaystyle {\vec {F}}({\vec {r}},{\vec {m}}_{1},{\vec {m}}_{2})={\frac {3\mu _{0}}{4\pi r^{4}}}\left[{\vec {m}}_{2}({\vec {m}}_{1}\cdot {\vec {r}}_{n})+{\vec {m}}_{1}({\vec {m}}_{2}\cdot {\vec {r}}_{n})+{\vec {r}}_{n}({\vec {m}}_{1}\cdot {\vec {m}}_{2})-5{\vec {r}}_{n}({\vec {m}}_{1}\cdot {\vec {r}}_{n})({\vec {m}}_{2}\cdot {\vec {r}}_{n})\right],}
worin {\displaystyle {\vec {r}}_{n}} der Einheitsvektor ist, der von Dipol 1 zu Dipol 2 zeigt und {\displaystyle r} der Abstand zwischen den beiden Magneten ist.
Die Kraft auf Dipol 1 ist reziprok.

### Drehmomentwirkung zwischen zwei Dipolen
Das Drehmoment, das von Dipol 1 auf Dipol 2 ausgeübt wird, ist
{\displaystyle {\vec {\tau }}={\vec {m}}_{2}\times {\vec {B}}_{1}}
Das Drehmoment auf Dipol 1 ist reziprok.
In Anwesenheit mehrerer Dipole können die Kräfte oder Momente vektoriell addiert werden. Da weichmagnetische Werkstoffe einen feldabhängigen Dipol ausbilden, sind diese Gleichungen hierfür nicht anwendbar.